# 喜多嶋修
喜多嶋 修（きたじま おさむ、1949年2月3日 - ）は、日本の作曲家、音楽プロデューサーである。「喜多島修」名義でも活動していた。

## 概要
神奈川県茅ヶ崎市出身。兄に同じくザ・ランチャーズの一員だった喜多嶋瑛がいる。加山雄三とは母方の従弟にあたる。妻は女優の内藤洋子。妻との間に一男二女がおり、元女優の喜多嶋舞は第一子長女。

## ディスコグラフィー

### アルバム
- 弁才天 （1975年、アイランド・レコード／東芝EMI、ILS-80580） （デビューアルバム。ベースに細野晴臣が参加）
- オサム／OSAMU （1977年、アイランド・レコード、ILS-80936） （ボーカルにミニー・リパートンが参加）
- 素浪人／MASTERLESS SAMURAI （1980年、アルファレコード、ALR-6035） （ジョン・クレマー（英語版）、スティックス・フーパー、ボビー・ハッチャーソン、松居和が参加）